# Iris Albrecht
Iris Albrecht (* 18. Februar 1967 in Quedlinburg) ist eine ehemalige deutsche Tischtennisspielerin. Sie gewann einen Titel bei den DDR-Meisterschaften. Im Anschluss an ihre Tischtennis-Karriere absolvierte sie ein Schauspielstudium an der Hochschule für Schauspielkunst "Ernst Busch" Berlin und ist heute Kammerschauspielerin am Theater Magdeburg.

## Leben

### Tischtennis
Albrecht spielte in ihrer Jugend Tischtennis beim Verein Saatgut Quedlinburg. Zusammen mit ihrer Vereinskameradin Eva Kummer wurde sie 1985 in Leinefelde bei der 37. DDR-Meisterschaft Meister im Doppel.  Die Mitteldeutsche Zeitung berichtet: das Doppel Kummer / Albrecht schien eine Zeit lang fast unschlagbar.
Vier Jahre lang gehörte Iris Albrecht der DDR-Nationalmannschaft an. Da sich die DDR jedoch ab 1972 im Tischtennis als Folge des Leistungssportbeschlusses international abkapselte, hatte Albrecht kaum Gelegenheit, sich international zu profilieren.

### Theater
Iris Albrecht absolvierte ihr Schauspielstudium an der Hochschule für Schauspielkunst "Ernst Busch" Berlin. Ihr Erstengagement war am Thüringer Landestheater Rudolstadt, anschließend gastierte sie an verschiedenen Theatern und war freischaffend in Berlin tätig, unter anderem als Schauspieldozentin. Nach Engagements am Theater Vorpommern und am Volkstheater Rostock, ist sie seit der Spielzeit 2001/2002 Teil des Schauspielensembles am Theater Magdeburg. Hier wurde sie 2022 zur Kammerschauspielerin ernannt und erhielt 2024 den Freundespreis des Fördervereins Theater Magdeburg.